# Johann Wimhölzel
Johann Evangelist Wimhölzel (20. října 1833 Pischelsdorf am Engelbach-Stempfen – 15. srpna 1900 Linec) byl rakouský podnikatel a politik německé národnosti z Horních Rakous, na konci 19. století poslanec Říšské rady a starosta Lince.

## Biografie
Vystudoval normální školu v Salcburku. Byl kupcem v Linci. Od roku 1862 měl vlastní obchod na Schmidtorstraße. Od roku 1871 byl členem hornorakouské obchodní a živnostenské komory a od roku 1878 do své smrti roku 1900 působil jako její prezident. Byl členem správního výboru obchodní akademie v Linci. Zasedal v předsednictvu městské spořitelny. Vykonával funkci protektora hornorakouského živnostenského spolku. Působil coby přísedící obchodního soudu a cenzor linecké pobočky Rakousko-uherské banky. Byl členem zemské školní rady.
Od roku 1873 do roku 1897 byl členem obecní rady v Linci a od dubna 1885 do května 1894 působil jako starosta Lince.
Zasedal jako poslanec Hornorakouského zemského sněmu. Zvolen sem byl v roce 1878 za kurii obchodních a živnostenských komor. Mandát zde obhájil v roce 1884 a 1890. Na sněmu opět zasedal od roku 1897 a poslancem byl do své smrti roku 1900. Na sněmu zastupoval liberály.
Byl i poslancem Říšské rady (celostátního parlamentu Předlitavska), kam usedl v doplňovacích volbách roku 1894 za kurii obchodních a živnostenských komor v Horních Rakousích, obvod Linec. Nastoupil 22. února 1894 místo Wilhelma Schaupa. Mandát zde obhájil v řádných volbách roku 1897. Poslancem byl až do své smrti roku 1900. Ve volebním období 1891–1897 se uvádí jako Johann Wimhölzel, prezident obchodní a živnostenské komory v Linci, bytem Linec.
Po vstupu na Říšskou radu roku 1894 byl přijat za člena klubu Sjednocené německé levice, do kterého se spojilo několik ústavověrných (liberálně a centralisticky orientovaných) proudů. Po volbách roku 1897 je řazen mezi kandidáty Německé pokrokové strany, popřípadě jako umírněný liberál. Byl členem staroliberálně orientovaného poslaneckého klubu Freie Deutsche Vereinigung.
Byl mu udělen Řád železné koruny a Řád Františka Josefa. Zemřel v srpnu 1900.